# Bonte ijsgors
De bonte ijsgors (Calcarius pictus) is een vogel uit de familie Calcariidae.

## Verspreiding en leefgebied
Deze soort komt voor in het noordwesten en noordelijk centraal Noord-Amerika.